# Juan Burgueño
Juan Burgueño Pereira (4. únor 1923 – 21. září 1997) byl uruguayský fotbalista. Nastupoval především na postu útočníka.
S uruguayskou reprezentací vyhrál mistrovství světa roku 1950, byť byl náhradníkem a do bojů na turnaji přímo nezasáhl. V národním týmu celkem odehrál 3 utkání.
Hrál za klub Danubio Montevideo.